# 2016-os Magyar Örökség Kupa
A 2016-os Magyar Örökség Kupa egy labdarúgótorna volt Székelyföld, Kárpátalja, Felvidék és Délvidék között, melyet a történelmi Magyarország mértani közepén, Szarvason rendeztek meg 2016. augusztus 1-től augusztus 3-ig. A tornát Felvidék válogatottja nyerte meg.

## Mérkőzések
| Időpont                   | Helyszín                            | Csapat1     | Végeredmény   | Csapat2     | Megjegyzés    |
| ------------------------- | ----------------------------------- | ----------- | ------------- | ----------- | ------------- |
| 2016. augusztus 1., 15:00 | Erzsébet-ligeti Sporttelep, Szarvas | Délvidék    | 3-1           | Székelyföld | elődöntő      |
| 2016. augusztus 1., 17:45 | Erzsébet-ligeti Sporttelep, Szarvas | Felvidék    | 1-1 (b.: 5-4) | Kárpátalja  | elődöntő      |
| 2016. augusztus 3.        | Erzsébet-ligeti Sporttelep, Szarvas | Székelyföld | 2-2 (b.: 3-5) | Kárpátalja  | bronzmérkőzés |
| 2016. augusztus 3., 16:45 | Erzsébet-ligeti Sporttelep, Szarvas | Délvidék    | 1-2           | Felvidék    | döntő         |

## Eredmény
| H. | Ország      |
| -- | ----------- |
| 1. | Felvidék    |
| 2. | Délvidék    |
| 3. | Kárpátalja  |
| 4. | Székelyföld |